# Polyommatus sagratrox
Polyommatus (Plebicula) sagratrox es una especie de lepidóptero de la familia Lycaenidae, endémico del sureste de la península ibérica (NE. provincias de Granada y Jaén), España.

## Descripción
Pueden verse fotos para comparación de su morfología y distribución en  Gil-T. (2013). El anverso del macho es de color uniforme azul celeste claro. Las hembras son de color marrón claro y con lúnulas naranja en las alas anteriores y posteriores, además de mostrar cierta sufusión azul en la zona basal y discal de las alas. El borde marginal negro de las alas es de menor grosor que el existente en otras especies pertenecientes al subgénero Plebicula, no extendiéndose por las venas alares, como ocurre en los otros taxones relacionados. En la zona submarginal del ala posterior (macho), anverso, no muestra ninguna marca (punto o lúnula) de color negro, como ocurre en Polyommatus (Plebicula) golgus. El color de fondo del reverso es de un color más claro que en otras especies del subgénero Plebicula y los dibujos de sus zonas marginales y submarginales están difuminados o ausentes por amplias zonas de color blanquecino.

## Taxonomía
Polyommatus (Plebicula) sagratrox ha sido considerado, sorprendentemente, por algunos autores españoles, como un sinónimo de P. (Plebicula) dorylas (la morfología del imago y de las larvas es muy diferente). Más recientemente, debido a Tolman (1994), y la difusión de su guía de mariposas, ha sido considerado por algunos autores como una subespecie de Polyommatus (Plebicula) golgus. Tolman (1994), se basa sólo en los siguientes escasos argumentos (muy discutibles e injustificados, ver referencias):
- Creer erróneamente que tanto P. golgus como P. sagratrox utilizaban la misma planta nutricia [además, mal identificada, porque menciona a "A. vulneraria arundana" (sic)] cuando en realidad  P. golgus utiliza como planta nutricia larval a Anthyllis vulneraria pseudoarundana y P. sagratrox a Anthyllis vulneraria microcephala.
- Mencionar cierta similitud entre las larvas de ambos taxones, así como en su genitalia, lo que no es de valor taxonómico, ya que especies muy relacionadas pueden tener larvas parecidas (como ocurre es especies de Agrodiaetus, Cupido, etc.) y una similar genitalia (comoocurre entre otras especies Plebicula).

La morfología, ecología y etología (comportamiento) de P. sagratrox son muy diferentes de P. golgus (ver referencias).
Pendiente de un estudio molecular o secuenciación de su ADN, no solo de su ADN mitocondrial, sino de su ADN nuclear (más preciso), que ayude a despejar algunas dudas sobre su estatus taxonómico.
Su número cromosómico (n), en comparación con el de Polyommatus golgus, en el caso de que sea similar, no sería motivo para considerar a estos dos taxones como la misma especie, ya que en España existen muchas otras especies diferentes (Lycaenidae) con el mismo número cromosómico: ejemplo, tres especies Agrodiaetus (A. fabressei, A. ripartii, A. violetae) tienen n = 90. Y además hay más de 25 especies con n = 24 cromosomas y  más de 20 especies con n = 23 cromosomas.

## Distribución
Endémico del extremo noreste de las provincias de Granada y Jaén (SE. Península ibérica, España), ver Gil-T., F. (2013). Es el lepidóptero endémico (Papilionoidea) con la distribución más reducida de todos los existentes en España. Solamente se conocen cuatro colonias, separadas entre sí y de muy reducida extensión (Sierra de la Sagra, Sierra de Guillimona y Sierra Seca en el NE. de la provincia de Granada; y Sierra de la Cabrilla en el NE. de la provincia de Jaén). Sus colonias distan cerca de 100 km de las poblaciones de Polyommatus (Plebicula) golgus existentes en Sierra Nevada (sur de las provincias de Granada y Almería, S. Península ibérica).

## Hábitat y ecología
- Terreno: calcáreo, calizas, con escasa vegetación.
- Altitud de sus biotopos: 1900-2300 m.
- La planta nutricia de las larvas es Anthyllis vulneraria microcephala, un endemismo subespecífico del norte de Andalucía, perenne.
- Periodo de vuelo: en julio, raramente en agosto, inverna en fase de oruga.